# 張既
張既（2世紀—223年），字德容，馮翊高陵人。東漢末及三國時曹魏官員。

## 生平
張既年少時，為功曹游殷看好，便邀請張既到家中作客，張既恭敬地答應。游殷回家隆重準備酒宴。張既來時，游殷之妻笑其只是個小孩子，算甚麼貴客！游殷回答說：「張既氣度不凡，日後一定能成大器。」交談過後，游殷向張既託付兒子游楚，張既謙虛推辭，游殷誠懇請求，張既以游殷在本地有名望，難以違背，於是答應。
十六歲就在馮翊郡任小吏，後來多次升遷，並舉孝廉。曹操任司空後，辟命張既，還未上任，又舉茂才，任新豐令，任內新豐在三輔之中治理得最好。後來，袁尚在黎陽抵抗曹操，並且命河東太守郭援、并州刺史高幹及匈奴單于攻取平陽，並且派使者與關中一眾將領聯絡，希望他們響應。司隸校尉鍾繇為阻止關中諸將興兵響應，於是派張既向馬騰等關中將領游說，張既向他們陳說利害得失，馬騰於是聽從，又派兒子馬超領一萬多兵與鍾繇聯合攻擊郭援和高幹。最終郭援等大敗，郭援被斬殺，高幹和匈奴單于都投降。建安十年（205年），高幹再次舉并州反抗曹操，張晟、衛固和張琰等都起兵響應。曹操任命張既為議郎，參鍾繇軍軍事，並出使徵召馬騰等關中諸將。最終大軍擊破張晟軍，張琰和衛固被殺，高幹投奔荊州牧劉表，張既封武始亭侯。
建安十三年（208年），曹操南征荊州，因為馬騰等擁兵割據關中，出發前派張既徵命馬騰，馬騰於是東遷鄴城，曹操表他為衛尉，並表其子馬超為將軍，統率馬騰的兵眾。建安十六年（211年），馬超叛曹，張既跟從曹操平定馬超。戰後張既任京兆尹，招懷流民，重建縣邑，百姓都感激他。建安十八年（213年），曹操稱魏公，任命張既為尚書，並出任雍州刺史。建安二十年（215年），張既參與征討張魯，經散關討伐叛亂的氐人，收割他們的麥作為軍糧，最後張魯投降。張既後來又建議曹操遷徙漢中數萬戶人充實長安及三輔地區，及後又與曹洪於下辯擊破劉備將領吳蘭，與夏侯淵討伐宋建以及討平臨洮、狄道的反抗勢力。曹操徙民政策令到隴西、天水和南安的人民恐懼，紛亂不安，張既命三郡的官吏和將領的放下他們的工作，命他們建屋和治水，成功安定民心。建安二十四年（219年），曹操要棄守漢中，擔心武都郡的氐人日後會響應劉備的攻擊而危及關中，張既建議利誘他們，讓他們遷移到北方，防止他們與劉備接觸，曹操聽從並派張既到武都遷徙氐人，張既將五萬多個氐人部落遷到扶風和天水邊界。
此時，武威郡顏俊、張掖郡和鸞、酒泉郡黃華、西平郡麴演等都舉郡作亂，自號將軍，更加互相攻伐，當時顏俊送他的母親和兒子給曹操作為人質，要求曹操派兵協助，張既認為顏俊不會誠心歸附，早晚也會再叛，所以應讓他們自相殘殺，曹操只要坐享其成就可。曹操認同。建安二十五年（220年），曹丕繼任魏王，由於當時沒有設涼州，由三輔到西域廣大地方都由雍州管理，難以管理，故此曹丕就設涼州，並任命安定太守鄒岐為涼州刺史，但張掖人張進脅持郡守起兵反抗鄒岐，並得到黃華及麴演響應，張既領兵到涼州為護羌校尉蘇則壯大聲勢，最終蘇則成功平定叛亂，張既亦進封都鄉侯。後來盧水胡伊健妓妾和治元多等人叛亂，河西各郡大亂，曹丕任命張既為涼州刺史，並派夏侯儒和費曜等支援張既，張既最後深入涼州，大敗胡人軍隊。曹丕大喜，封張既為西鄉侯，增加二百戶食邑，共四百戶。
張既在雍州及涼州十多年，平定多次叛亂，政績亦廣為人知，他所辟命的人如龐延、楊阜、胡遵、龐淯、張恭和周生烈等，最終都有名氣和地位。黃初四年（223年）逝世。曹叡即位後追諡他肅侯。

## 家族

### 子
- 張緝，繼承西鄉侯爵位。曹魏官員，官至光祿大夫，位特進。被司馬師賜死獄中。
- 張翁歸，關內侯。

### 孫
- 張皇后，齊王曹芳的皇后，張緝死後不久被廢。
- 張邈，張緝之子，曾被張緝派遺與李豐通訊，事敗後被誅殺。

## 評價
- 曹丕：「非（張）既不能安涼州。」「卿踰河歷險，以勞擊逸，以寡勝眾，功過南仲，勤踰吉甫。此勳非但破胡，乃永寧河右，使吾長無西顧之念矣。」「故凉州刺史张既，能容民畜众，使群羌归土，可谓国之良臣。」
- 陳壽：「自漢季以來，刺史總統諸郡，賦政于外，非著曩時司察之而已。太祖創基，迄終魏業，（张既、温恢、贾逵等刺史）以皆其流稱譽有名者也。咸精逹時機，威恩兼著，故能肅齊萬里，見述于後也。」
- 独孤及：「魏晋以贾诩之筹策、贾逵之忠壮、张既之政能、程昱之智勇、顾雍之密重、王浑之器量、刘惔之鉴裁、庾翼之志略，彼八君子者。」
- 郝经：「民未即业，运属军兴。抑奸弭寇，吏资严能。馥习既逵，隠然方面。立国立疆，递为耕战。伊颜几圣，伯达焉知。治平何难，出处有时。」
- 刘咸炘：「刘馥治扬，梁习治并，张既治雍、凉，温恢治扬、凉，贾逵治豫，功皆甚著。」

## 登場作品
- 《蒼天航路》（王欣太）
- 《火鳳燎原》（陳某）

## 延伸阅读
[在维基数据编辑]
 《三國志·卷15》，出自陳壽《三國志》